# Eberhard Janotta
Eberhard Janotta (* 14. Dezember 1961 in Leegebruch, Kreis Oranienburg, DDR) ist ein ehemaliger deutscher Fußballspieler und heutiger Fußballtrainer.

## Sportliche Laufbahn

### Gemeinschafts- und Vereinsstationen
Janotta stammt aus einer bekannten Fußballerfamilie in der DDR. In seiner frühesten Jugend begann er in seinem Heimatort bei der TSG Leegebruch mit dem Fußballspielen und setzte später seine Laufbahn bei der BSG Stahl Hennigsdorf fort, bei der er zu Beginn der Ligasaison 1979/80 in den Kader der ersten Mannschaft aufrückte. Nach einer einjährigen Zwischenstation bei der kurzzeitig in der Bezirksliga antretenden BSG Motor Babelsberg kehrte er im Sommer 1981 zur Stahl-Elf in Hennigsdorf zurück, um dort zum Stammspieler zu reifen. Innerhalb der Spielzeit 1983/84 wechselte der 1,76 Meter große Mittelfeldmann von Hennigsdorf zur BSG Chemie PCK Schwedt.
Im Sommer 1984 wurde Janotta von Schwedt, das im Zuge der Reduzierung von fünf auf zwei Ligastaffeln den Verbleib in der zweithöchsten Spielklasse verpasste, in die Oberliga zum dortigen Aufsteiger BSG Stahl Brandenburg delegiert. Für die Brandenburger erzielte er in acht Spielzeiten und 177 Ligapartien insgesamt 44 Tore – 146 Spiele und 35 Tore davon in der Oberliga. Janotta, der im zentralen Mittelfeld die Löcher zwischen Verteidigung und Angriff stopfte, hatte am Höhenflug der BSG Stahl Brandenburg in den 1980er-Jahren großen Anteil. So trug er entscheidend zur Qualifikation für den UEFA Cup 1986 bei. Im ersten Europapokalspiel der Stahl-Geschichte beim Coleraine FC war es ihm vorbehalten, das historische Premierentor zu schießen. Aufgrund einer schweren Verletzung konnte er an den beiden Spielen der 2. Runde des UEFA-Pokals 1986/87 gegen den späteren Titelträger IFK Göteborg nicht teilnehmen.
31 Spiele davon bestritt er 1991/92 in der 2. Bundesliga, dabei traf er neunmal, was ihn zum Rekordtorschützen der Havelstädter in dieser Spielklasse macht. In der Saison 1992/93 erzielte Janotta 12 Tore in 32 Spielen für den PFV Bergmann-Borsig Berlin in der drittklassigen Amateur-Oberliga des NOFV. Später kickte er in die Verbandsliga für die SG Eintracht Oranienburg.

### Auswahleinsätze
Janotta war der einzige Spieler der Betriebssportgemeinschaft aus Brandenburg an der Havel, der ein Spiel für die DDR-A-Nationalelf bestritt. Am 23. April 1986 lief er für die DDR beim 0:2 gegen die Mannschaft der ČSSR auf. Diesem Spiel folgten noch einige Berufungen in die Olympiaauswahl, wo er allerdings nicht zum Einsatz kam.

## Trainerlaufbahn
Ende der 1990er-Jahre kehrte er zurück zu seinem Heimatverein Blau-Weiß Leegebruch. Hier übernahm er das Traineramt. Hier fungierte er als 2. Vorsitzender, Platzwart/Experte und Funktionär in Personalunion. Am letzten Spieltag der Saison 2005/06 schnürte er im Alter von 45 Jahren noch einmal selbst die Fußballschuhe. Beim 4:0-Erfolg im Landesklassen-Punktspiel beim VfB Gramzow erzielte er prompt zwei Tore.
Am 5. November 2013 übernahm er kurzfristig das Traineramt beim SC Oberhavel Velten, nach dem er erst im Sommer dort als Co-Trainer begonnen hatte. Vor dem Jahreswechsel 2015/16 wechselte er von Velten zur SG Blau-Weiß Leegebruch, bei der er bereits vor seinem Engagement in Velten arbeitete. Beim Kreisoberligisten ist der frühere Nationalspieler auch gegen Ende 2021 noch tätig.